# National Toxicology Program
Das National Toxicology Program (NTP; deutsch Nationales Toxikologieprogramm) ist ein behördenübergreifendes Programm des United States Department of Health and Human Services (HHS; deutsch Ministerium für Gesundheitspflege und Soziale Dienste der Vereinigten Staaten) zur Koordinierung, Bewertung und Berichterstattung über Toxikologie in öffentlichen Stellen.
Die übergeordnete Agentur ist die United States Department of Health and Human Services, National Institute of Environmental Health Sciences. Untergeordnete Agenturen sind die Office of the Report on Carcinogens (deutsch Büro für Bericht über Karzinogene) und die Interagency Center for the Evaluation of Alternative Toxicological Methods (deutsch Interinstitutionelles Zentrum für die Bewertung alternativer toxikologischer Methoden).
Das National Toxicology Program hat seinen Hauptsitz am National Institute of Environmental Health Sciences (NIEHS; deutsch Nationales Institut für Umweltgesundheitswissenschaften). Der derzeitige NIEHS-Direktor Dr. Ph.D. Richard Woychik, ist gleichzeitig der NTP-Direktor.

## Geschichte
Das Programm wurde 1978 von Joseph A. Califano Jr., dem damaligen United States Secretary of Health, Education, and Welfare (deutsch US-amerikanischen Minister für Gesundheit, Bildung und Soziales) (heute bekannt als Secretary of Health and Human Services; deutsch Minister für Gesundheit und menschliche Dienste), ins Leben gerufen. Das Programm entstand aus Bedenken des Kongresses über die gesundheitlichen Auswirkungen chemischer Wirkstoffe in der Umwelt. Im Oktober 1981 verlieh Sekretär Richard S. Schwiker dem Programm einen dauerhaften Status.

## Interagency Center for the Evaluation of Alternative Toxicological Methods
Das NTP Interagency Center for the Evaluation of Alternative Toxicological Methods (NICEATM) unterstützt die Entwicklung und Bewertung neuer, überarbeiteter und alternativer Methoden für sichere chemische Tests. Alternative Methoden sind Methoden zum sicheren testen von Chemikalien und chemischen Produkten, bei denen weniger oder keine Tiere zum Einsatz kommen oder die Schmerzen und Leiden der Tiere minimieren oder verhindert werden. NICEATM wird von Dr. PhD. DABT. Warren Casey, geleitet.
Der NIH Revitalization Act von 1993 wies NIEHS an, Kriterien für die Validierung und behördliche Akzeptanz alternativer Testmethoden sowie einen Prozess für deren anschließende Umsetzung festzulegen. Dies führte zur Einrichtung des Interagency Coordinating Committee on the Validation of Alternative Methods (ICCVAM, deutsch Interinstitutioneller Koordinierungsausschuss für die Validierung alternativer Methoden) über den ICCVAM Authorization Act von 2000, der das ICCVAM als ständiges interinstitutionelles Komitee des NIEHS im Rahmen von NICEATM festlegte.
Zu den NICEATM-Aktivitäten gehören neben der Unterstützung von ICCVAM:
- Durchführung und Veröffentlichung von Analysen und Auswertungen von Daten aus neuen, überarbeiteten und alternativen Testansätzen.
- Bereitstellung von Informationen für Testmethodenentwickler, Regulierungsbehörden und die regulierte Industrie über seine Website und andere Kommunikationsmedien sowie durch das Organisieren von Workshops und Tagungen.
- Bereitstellung von Bioinformatik- und Computertoxikologie-Unterstützung für das National Toxicology Program und andere NIEHS-Projekte, insbesondere solche im Zusammenhang mit Tox21.

NICEATM veröffentlicht Ergebnisse seiner Analysen alternativer Testmethoden und -ansätze in der von Experten begutachteten Literatur und präsentiert sie auf Tagungen der Society of Toxicology (deutsch Gesellschaft für Toxikologie) und des World Congress on Alternatives and Animal Use in the Life Sciences (deutsch Weltkongress für Alternativen und Tiernutzung in den Biowissenschaften).

## Office of the Report on Carcinogens
Das NIEHS Office of the Report on Carcinogens ist für die Veröffentlichung des Berichts Report on Carcinogens (RoC; deutsch Bericht über Karzinogene) verantwortlich. Die 14. Ausgabe aus dem Jahr 2016 enthielt „248 Auflistungen von Wirkstoffen, Stoffen, Gemischen und Expositionsbedingungen, von denen bekannt ist oder vernünftigerweise angenommen wird, dass sie beim Menschen Krebs verursachen“.